# Micrurus ibiboboca
Micrurus ibiboboca este o specie de șerpi din genul Micrurus, familia Elapidae, descrisă de Blasius Merrem în anul 1820. Conform Catalogue of Life specia Micrurus ibiboboca nu are subspecii cunoscute.